# Erich Beaud
Pour les articles homonymes, voir Beaud.
Erich Beaud, né en France en 1960, originaire de Haute-Savoie est un des trois grands pionniers du paralpinisme (BASE jump) dans le monde avec l'Autrichien Erich Felbermayer et l'Américain Carl Boenish. 
Alpiniste de haut niveau, il réalise, entre autres, au début des années 1980, des ascensions en cordée alpine, sans oxygène, sur des sommets de plus de 8 000 mètres en Himalaya. 
Il découvre le BASE jump en Norvège en 1984. Il a effectué le premier saut de falaise en France en 1989 au Marteau dans la chaîne des Fiz, et a réalisé pendant 20 ans énormément de premières dans les Alpes. 
Il est l'auteur depuis 1992 du topo des spots de Paralpinisme. Tout d'abord remis à jour tous les ans et disponible sur le site de l'association de Paralpinisme, celui-ci est désormais en ligne sous forme de Wiki modifiable par les pratiquants. 
Il totalise plusieurs milliers de sauts.
Il est par ailleurs chirurgien dentiste à Paris .